# Hans Ferdinand Mayer
Hans Ferdinand Mayer  (Pforzheim, 23 de outubro de 1895 – Munique, 18 de outubro de 1980) foi um matemático e físico alemão. Foi autor do "Oslo Report", um grande vazamento de inteligência militar que revelou segredos tecnológicos alemães ao governo britânico logo após o início da Segunda Guerra Mundial.

## Formação e carreira
Proveniente de origem modesta, Mayer se ofereceu para servir na Primeira Guerra Mundial, onde foi gravemente ferido em seu aniversário de 19 anos. Posteriormente estudou matemática, física e astronomia na Universidade de Karlsruhe e na Universidade de Heidelberg. Em 1920 concluiu o doutorado "Über das Verhalten von Molekülen gegenüber freien langsamen Elektronen", orientado pelo Nobel de Física Philipp Lenard. Em 1922 ingressou no laboratório de Berlim da Siemens & Halske AG. A partir de 1926 cooperou com Karl Küpfmüller. Os dois cientistas se preocuparam com as possibilidades de transferência de informações sem interferências em circuitos de longo curso, importantes no desenvolvimento das telecomunicações. Em 1936 Mayer tornou-se Diretor do Laboratório de Pesquisa da Siemens em Berlim.
Em 1943 foi preso por motivos políticos (ouvir a BBC e críticas ao regime nazista), embora os nazistas nunca soubessem da existência do Oslo Report. Ele foi salvo da execução pela intervenção de seu orientador de doutorado, Philipp Lenard, ironicamente um ardente apoiador nazista. Ele foi internado primeiro no Campo de Concentração de Dachau, depois em quatro outros campos de concentração até o fim da guerra. Johannes Plendl também desempenhou um papel importante em sua sobrevivência nos campos, ao nomear Mayer para chefiar um laboratório de rádio, embora Mayer não tivesse experiência em rádio.
Após a Segunda Guerra Mundial, junto com outros cientistas alemães, foi para os Estados Unidos como parte da Operação Paperclip. Inicialmente, trabalhou no laboratório de pesquisa primária da Força Aérea dos Estados Unidos na Base Aérea Wright-Patterson, Dayton, Ohio. Em 1947 foi para a Universidade Cornell em Ithaca, Nova Iorque, como professor de engenharia elétrica. Em 1950 retornou à Alemanha, onde foi chefe do departamento de pesquisa da Siemens & Halske para tecnologia de comunicações em Munique até 1962.

## Oslo Report
Hans Ferdinand Mayer foi o autor do Oslo Report, uma das mais graves violações da segurança alemã na Segunda Guerra Mundial. Ele o assinou como "um cientista alemão, que está do seu lado", antes de enviá-lo à Embaixada Britânica em Oslo, Noruega, no início de novembro de 1939. Em seu cargo na Siemens ele teve acesso a uma ampla gama de informações sobre o desenvolvimento e aplicação de eletrônica em sistemas de armas e radar atuais e futuros.
A amplitude (e a qualidade desigual) das informações em seu relatório gerou um ceticismo inicial entre a comunidade de inteligência britânica sobre sua veracidade, mas os detalhes técnicos das informações relativas à eletrônica chamaram a atenção de Reginald Victor Jones, um jovem e brilhante cientista recentemente nomeado para o Ministério da Aeronáutica. Jones, que era altamente considerado por Winston Churchill e eventualmente ascendeu à posição de Diretor Assistente de Inteligência (Ciência), achou o Oslo Report extremamente útil em antecipar e combater a implantação de novos sistemas de radar alemães e os sistemas de feixe de rádio usados para guiar os bombardeiros alemães para seus alvos.
A existência do Oslo Report tornou-se mais amplamente conhecida por meio de uma palestra proferida por Jones em 1947, embora ele não tenha tomado conhecimento da identidade de seu autor até o final de 1953, finalmente confirmando ao conhecer Mayer em 1955. Jones concordou em manter a identidade de Mayer em segredo, para evitar uma possível repreensão contra Mayer e sua família.
Mayer não disse à própria família até 1977 que havia escrito o Oslo Report. Seu testamento foi redigido para que sua autoria do relatório só fosse publicada após o falecimento dele e de sua mulher. Jones respeitou os desejos de Mayer, não revelando sua identidade até 1989.

## Obras
Em novembro de 1926 Mayer publicou um artigo (H. F. Mayer. "On the equivalent-circuit scheme of the amplifier tube". Telegraph and Telephony, 15:335-337, 1926) que descreve a transformação de fontes de tensão sobressalentes após fontes de corrente equivalentes. É uma extensão do teorema de Thévenin, estabelecendo que qualquer coleção de fontes de tensão e resistores com dois terminais é eletricamente equivalente a uma fonte de corrente ideal. Edward Lawry Norton também descreveu isso em 1926 em um relatório interno do Bell Labs.
O teorema é conhecido pelo nome de teorema de Norton ou teorema de Mayer-Norton. Hans Ferdinand Mayer publicou cerca de 25 artigos técnicos e detém mais de 80 patentes.

## Prêmios e honrarias
- Doutor honorário na Universidade de Stuttgart (1956)
- Gauß-Weber-Medaille da Universidade de Göttingen (1961)
- Philipp-Reis-Plakette da Deutsche Bundespost (1961)
- Anel de Honra da VDE (Verband der Elektrotechnik, Elektronik und Informationstechnik) (1968)